# Julia Lindenberg
Julia Lindenberg (Rio de Janeiro, 11 de dezembro de 1984) é uma atriz, dramaturga, jornalista e pesquisadora brasileira. Formada em Comunicação Social pela PUC-RJ e em Artes Cênicas pela Casa das Artes de Laranjeiras, Julia começou a estudar teatro ainda aos nove anos, na Casa de Cultura Laura Alvin, onde teve como mestre a preparadora de elenco Paloma Riani.
Ao longo da adolescência, compartilhou os estudos da cena com a atividade de sapateadora profissional, que resultou no prêmio na categoria Sapateado Avançado – Grupo no Festival de Joinville de 2004.

## Carreira
Por causa de seu curso acadêmico, Julia atuou durante quase dez anos exclusivamente como jornalista até decidir retornar aos estudos de artes cênicas em 2014, no Casa das Artes de Laranjeiras.
De lá pra cá, esteve em mais de 10 projetos teatrais, com destaque para a peça “E Agora, Aonde Vamos?”, que ficou em cartaz entre 2016-17 e se inspirava no filme homônimo da diretora libanesa Nadine Labaki. Dirigida por Eduardo Vaccari, a montagem esteve nos Festivais Universitários Festu, no Rio de Janeiro, e FETO, em Belo Horizonte, com Lindenberg interpretando a personagem Takla, mulher que perde um dos filhos para a guerra e esconde a informação para evitar o desentendimento entre os homens da vila isolada em que mora.
Outra peça de destaque em que esteve no elenco foi “Bar Planetário Bergman”, dirigida por Celina Sodré, onde a atriz interpretou Karin, inspirada na personagem interpretada por Harriet Andersson em “Através de um espelho”, filme clássico do cineasta sueco.
No streaming e em teledramaturgia, Julia começou seus trabalhos com “Lucia Mc’Cartney”, minissérie de 2016 inspirada no conto de Rubem Fonseca e dirigida pelo filho do autor, o cineasta Zé Henrique Fonseca. No mesmo ano, participou da quinta temporada de “Me Chama de Bruna”, série produzida pela FOX sobre Bruna Surfistinha dirigida por Duda Waisman e Calvito Leal.
Durante a pandemia da Covid-19, Lindenberg atuou no projeto “Histórias Paralelas”, conduzido por Miwa Yanagizawa e exibido pela plataforma ZOOM.
Em 2022, trabalhou para a Netflix Brasil na segunda temporada de “Bom Dia, Veronica”, onde esteve novamente com o diretor Zé Henrique Fonseca e, em 2023, participou da série “Todo Dia a Mesma Noite”, sobre a tragédia criminosa na Boate Kiss, dirigida pela cineasta Júlia Rezende, além de participar da atual novela global em streaming “Todas as Flores”.